# Savyon
Savyon (hebreiska: סביון) är en ort i Israel.   Den ligger i distriktet Centrala distriktet, i den norra delen av landet. Savyon ligger 75 meter över havet och antalet invånare är 3 434.
Terrängen runt Savyon är platt. Runt Savyon är det mycket tätbefolkat, med 1 819 invånare per kvadratkilometer. Närmaste större samhälle är Tel Aviv, 9,8 km väster om Savyon. Trakten runt Savyon består till största delen av jordbruksmark.